# El capitalismo y los historiadores
El capitalismo y los historiadores (título original en inglés: Capitalism and the Historians, 1954) es un libro editado por Friedrich von Hayek que reúne ensayos de diversos autores con análisis críticos sobre la interpretación que cierta historiografía ha dado del capitalismo sobre todo en la llamada era de la Revolución industrial. Los ensayos formaron parte de una serie de trabajos presentados en la cuarta reunión anual de la Sociedad Mont Pelerin, presentados en 1951, sobre los orígenes del capitalismo.

## Sumario del libro
INTRODUCCIÓN
- Historia y política, por F.A. Hayek

PRIMERA PARTE
- 1. El tratamiento del capitalismo por los historiadores, por T.S. Ashton
- 2. Los prejuicios anticapitalistas de los historiadores norteamericanos, por L.M. Hacker
- 3. Los intelectuales europeos y el capitalismo, por B. de Jouvenel

SEGUNDA PARTE
- 4. El nivel de vida de los trabajadores en Inglaterra desde 1790 a 1830, por T.S. Ashton
- 5. El aumento del nivel de vida en Inglaterra de 1800 a 1850, por R.M. Hartwell
- 6. El sistema de fábrica a principios del siglo XIX, por A.H. Hutt

## Historia y política
En este ensayo Hayek parte de la constatación de una estrecha relación entre las convicciones políticas y los juicios relacionados con determinados eventos históricos, ya que las opiniones sobre unas doctrinas e instituciones específicas vienen determinantemente influidas por los efectos pasados que se les atribuyen. Si tales opiniones, según Hayek, están viciadas, por ejemplo, por concepciones políticas, éstas, gracias a la presentación que hagan los historiadores de los hechos, se infiltrarán en la opinión pública a través de imágenes e interpretaciones históricas.
Los horrores descritos por la historiografía tradicional sobre la Revolución industrial son, según Hayek, un claro ejemplo de esto. Para Hayek tal interpretación persiste por el hecho de que el aumento del nivel de vida durante la era industrial facilitó la percepción consciente de una miseria hasta entonces considerada normal e inevitable, y que había pasado relativamente desapercibida. Al presenciar el progreso de la época, repentinamente muchos consideraron la pobreza como una realidad fuera de lugar, y la industrialización no fue apreciada por generar riqueza sino más bien criticada por no producir la suficiente. Destaca también Hayek que los terratenientes y los círculos conservadores difundieron esta versión de los hechos en el marco de su lucha contra los fabricantes y el librecambismo, versión finalmente recogida por la historiografía socialista pues confirmaba sus tesis socioeconómicas acerca del capitalismo.

## El tratamiento del capitalismo por los historiadores
Ashton critica en su ensayo el pesimismo que percibe en buena parte de la historiografía tradicional de la Revolución Industrial, y el que muchos autores interpretaran los hechos excluyendo las enseñanzas económicas. Ashton también destaca y critica la visión romántica que algunos autores tienen sobre la época preindustrial.
Según Ashton, tomando en cuenta informes de la época puede afirmarse que mucha de la miseria de la época fue causada por la legislación, y unos hábitos y formas de organización obsoletas. En estos informes, siempre según Ashton, puede verse que los trabajadores industriales percibían mejor paga que los empleados domésticos, que dependían de métodos atrasados; que las condiciones laborales eran más precarias en los talleres pequeños y no en las fábricas de vapor; que donde la represión y los malos tratos eran más frecuentes en los pueblos aislados y en las zonas rurales y no en las minas carboníferas o en las zonas urbanas. Finaliza Ashton citando estudios de Bowley y Wood donde se afirma que los salarios reales tuvieron una curva ascendente durante la mayor parte de aquella época.

## Los prejuicios anticapitalistas de los historiadores norteamericanos
Hayek comienza con el estudio general acerca del, según sus investigaciones, sesgado tratamiento histórico del capitalismo en siglos anteriores, para concluir específicamente enfocándose en los, según este autor, prejuicios anticapitalistas de numerosos historiadores norteamericanos.
Por ejemplo, Hacker considera que el calificativo de "inhumano", adjudicado frecuentemente al siglo XIX, es calumnioso: según las fuentes por él consultadas, en esa época los salarios reales subieron en los países industrializados como consecuencia del descenso de los precios de las productos, mientras que simultáneamente los países menos desarrollados se beneficiaron de un creciente flujo capital en forma de inversiones. Por otro lado, Hacker habla también de la introducción "de una política estatal en gran escala a favor de la salud y de la instrucción pública".
El autor también se refiere a la intervención gubernamental que, a su juicio, retrasó el progreso en Inglaterra, mencionando como ejemplo, la cuestión de la vivienda. En la literatura crítica a la industrialización, sobre todo la de los reformadores sociales, siempre se mencionan el hacinamiento o la precariedad de las viviendas; Hacker indica que las causas, sin embargo, cabe buscarlas en los movimientos migratorios y en la política fiscal que impuso unas tasas de interés fijadas a discreción dificultando la inversión de capital; y, por otro lado, los impuestos a los materiales de construcción que encarecieron el precio de las viviendas.
Pasando a los Estados Unidos y a los historiadores norteamericanos, Hacker apunta los prejuicios anticapitalistas extendidos entre estos últimos analizando sus características, sus fundamentos y sus consecuencias. Por contraste con Europa, los prejuicios anticapitalistas en los EE. UU., señala Hacker, no provenían principalmente del marxismo sino más bien de las ideas socialdemócratas y fabianas, aunado esto a una historiografía influenciada por juicios morales.
Teniendo en cuenta esto, Hakcer hace referencia a la extendida influencia de la tradicional disputa política entre hamiltonismo y el jeffersonismo. Señala Hacker, que Hamilton fue asociado con el capitalismo y Jefferson con el igualitarismo, aunque más por razones morales que económicas, por lo cual los historiadores considerados anticapitalistas se sirvieron de la figura de Jefferson para divulgar sus interpretaciones.

## Los intelectuales europeos y el capitalismo
De Jouvenel comienza resaltando que, a su juicio, el estudio del pasado lleva la impronta de las ideas del presente. En el caso del estudio de la historia afirma que la actitud del historiador refleja una actitud difundida entre los intelectuales en general. De acuerdo con De Jouvenel, la actitud del intelectual con respecto al progreso económico es ambivalente: mientras que por un lado ensalza las conquistas de la técnica y celebra que la sociedad goce de un mayor bienestar económico, por el otro considera que la industrialización destruye valores y establece una disciplina tenaz; para finalmente asignar a la "fuerza del progreso" todo aquello que le gusta y a la "fuerza del capitalismo" aquello que no.
Continúa De Jouvenel afirmando que los intelectuales menosprecian al empresario porque este ofrece a los consumidores lo que desean, mientras que ellos le dicen al público lo que debe y no debe desear. De Jouvenel destaca que si la meta de los intelectuales es difundir la verdad entonces "tendemos a adoptar respecto al hombre de negocios la misma actitud de superioridad moral que el fariseo respecto al publicano". Advierte, sin embargo que el pobre asaltado en el camino, no fue socorrido por el intelectual (el levita) sino por el comerciante (el samaritano).
De Jouvenel considera que si los intelectuales se sienten relegados a un plano inferior de protagonismo es porque otros satisfacen mejor las necesidades de la sociedad.

## El nivel de vida de los trabajadores en Inglaterra desde 1790 a 1830
Para este su segundo ensayo, Ashton resalta que varios economistas en su día juzgaron con pesimismo las consecuencias de la industrialización como John Stuart Mill, Thomas Malthus o J.R. McCulloch. Opiniones similares expresaban filósofos, clérigos, conservadores, radicales, poetas y otros que compartían un rechazo al sistema industrial. En el lado opuesto personajes igualmente distinguidos y con un similar afán reformador, como Sir Frederic Eden, Patrick Colquhoun, John Wesley, John Rickman, George Chalmers y Edwin Chadwick tenían opiniones más optimistas.
Ashton identifica tres períodos para su análisis: el período de la guerra, el período de la posguerra y el reajuste, y el período de expansión económica. Durante el primero, en su opinión el ingente gasto público improductivo redujo el bienestar de la población; la dificultad de importar alimentos impulsó el desarrollo de cultivos marginales y los ingresos de agricultores y propietarios de parcelas crecieron; la escasez de materiales de construcción, las altas tasas de interés y los impuestos sobre la propiedad refrenaron la construcción de viviendas justo cuando su demanda había aumentado. En el período de reajuste subsiguiente, continúa Ashton, los alquileres de las viviendas y el tipo de interés disminuyeron muy poco. Simultáneamente hubo quiebras bancarias, se contrajo el gasto público y disminuyó la inversión a largo plazo. Durante el tercer período se produjo la vuelta al patrón oro, la reforma del sistema fiscal, el descenso del tipo de interés y de los alquileres, la superación de la escasez debido a la guerra, la caída de los precios fruto de la reducción de costes, permitiendo vislumbrar una mejoría para las masas trabajadoras.
Citando los estudios de Norman J. Silberling, Elizabeth Gilboy, Rufus T. Tucker, y destacando su valor, pasa luego Ashton a criticar algunos puntos de su metodología y a resaltar un ligero aumento del coste de los productos alimenticios y la caída de los precios y el gran aumento de la oferta de otros rubros. Ashton destaca que bajaron, por ejemplo, el precio de los vestidos, del té, del café y del azúcar. Se hicieron más asequibles las botas, que sustituyeron a las sandalias, así como complementos, por ejemplo, los sombreros o los relojes. Adicionalmente hubo un auge de las cajas de ahorro, las sociedades de asistencia mutua, los sindicatos, los periódicos, las escuelas, como reflejo de un progreso económico.
Finalmente Ashton destaca la existencia de dos grupos de trabajadores: unos con poca o ninguna especialización (agricultores, tejedores a mano, etc.) que apenas participaron de las ventajas de la industrialización, y otros cuya productividad marginal aumentó y disfrutaron de un poder adquisitivo mayor.

## El aumento del nivel de vida en Inglaterra de 1800 a 1850
El ensayo de Hartwell está dedicado a compilar datos y argumentos que apoyan la tesis de que el bienestar de la población creció notablemente como consecuencia de la Revolución Industrial. Según esas fuentes de la época, la renta nacional inglesa se duplicó en los años comprendidos entre 1800 y 1850. Según datos de Hoffmann, la producción industrial creció a un ritmo del 3-4% anual durante el período 1782-1855, mientras que en ese mismo lapso la tasa de crecimiento de la población fue del 1,2-1,5% anual; todo esto mientras la industria manufacturera pasaba de representar el 20% de la renta nacional en 1770, a un tercio del total en 1831.
Según Hartwell "entre los factores que contribuyeron a aumentar la producción per cápita, los más importantes fueron la formación de capital, el progreso técnico y un aumento de las capacidades laborales y empresariales". De acuerdo a los datos de censos de la época el porcentaje de familias dedicadas a la agricultura bajó en el periodo 1811-1831 del 35,2% al 28,2%, mientras que subió el número de empleados en el sector servicios, como transporte, finanzas, administración pública, comercio y profesiones liberales). En el ámbito del ahorro, después de la creación en 1817 de las cajas de ahorro, éstas acumulaban depósitos de 14,3 millones de libras esterlinas en 1829 y de casi 30 millones en 1850, constituidas mayormente por ahorros de asalariados y artesanos; las sociedades de asistencia mutua, de las cuales había cerca de 20.000 en 1858, llegaron a tener alrededor de dos millones de afiliados.
Al examinar datos sobre productos alimenticios, Hartwell concluye que en 1830 el habitante londinense promedio consumía semanalmente 5 onzas de mantequilla, 56 onzas de patatas, 30 onzas de carne y 16 onzas de fruta; estas cifras son muy similares a las registradas en 1959: 5 onzas de mantequilla, 51 onzas de patata, 35 onzas de carne y 32 onzas de fruta.
Según Hartwell, gracias a una alimentación más sana, unos hogares más saludables y una mejor higiene disminuyó la propensión de la población al contagio de enfermedades como la tisis. Paralelamente hubo avances sanitarios y las condiciones laborales de las fábricas mejoraron. Hartwell también considera positiva cierta legislación que limitó la jornada laboral y restringió el trabajo de los menores.
Hartwell afirma que estos datos dan claros indicios de que el nivel de vida aumentó para la mayor parte de los ingleses en la primera mitad del siglo XIX; con la salvedad de que esto no significa que fuera un nivel de vida alto o de que no hubiera grandes focos de extrema pobreza. Pero la miseria, el trabajo infantil y femenino, la mala alimentación o las duras condiciones laborales en absoluto constituían fenómenos nuevos; de hecho la Revolución Industrial permitió su continua superación, algo inimaginable hasta entonces. Finalmente Hartwell resalta que en aquella época, en parte gracias a las oportunidades económicas surgidas por esos cambios, se dio inicio a una de las más resaltantes revoluciones sociales: la emancipación de la mujer.

## El sistema de fábrica a principios del siglo XIX
Hutt dedica su ensayo a un examen crítico minucioso de las principales fuentes utilizadas por los historiadores. Comienza con el Comité Sadler, en cuyas las declaraciones se describen las crueldades, miserias, enfermedades y deformaciones que supuestamente afectaban a los niños que trabajaban en las fábricas inglesas. Las conclusiones de este comité fueron citadas profusamente por muchos historiadores tales como Hammond, Hutchins o Harrison. En opinión de R.H. Greg, sin embargo tales conclusiones constituían una "masa de declaraciones unilaterales y de groseras falsedades y calumnias ... como probablemente jamás se había visto en un documento oficial". Friedrich Engels, conocido adversario del sistema fabril, declaró que el informe "es claramente partidista, redactado con fines de partido por enemigos declarados del sistema industrial ... Sadler se dejó traicionar por su noble entusiasmo y ofreció declaraciones falseadas y completamente erróneas". Una nueva Comisión negó las afirmaciones formuladas por el Comité anterior y estableció que la acusación de crueldad sistemática con los niños carecía de base y que los maltratos que padecieron ocasionalmente fueron infligidos por obreros si el consentimiento de los patronos y sin su conocimiento.
En las declaraciones del Comité de los Lores de 1818, Hutt encontró que los médicos corroboraron que la salud de los niños que trabajaban en las fábricas en general era en aquella época tan buena como la de los niños que no trabajaban en ellas.
Para Hutt resulta discutible que las fábricas alentaran la degradación moral de los trabajadores. Algunos autores consideraron decadentes comportamientos que podrían asociarse m´s bien al bienestar económico, como que los niños prefirieran golosinas a los alimentos, o que las jóvenes compraran vestidos en lugar de confeccionarlos por sí mismas; o el consumo de té y tabaco. Hutt señala dos posibles causas de la aparente degradación moral: en primer lugar, los altos salarios de los obreros, que podrían inducirlos a la intemperancia (tesis sostenida por adversarios de la industrialización como Thackrash o Gaskell); en segundo lugar, que la degradación moral fuera causada por la masiva inmigración irlandesa, con una tradición social menor.
Hutt continúa evaluando las condiciones de trabajo en las fábricas según los criterios de la época. Destaca el hecho de que "en los límites en que los trabajadores de entonces tenían la posibilidad de ‘elegir entre beneficios alternativos’, elegían las condiciones que los reformadores condenaban", por ejemplo, los obreros preferían las fábricas porque allí se ofrecían salarios más altos. Además, como algunos reformadores reconocieron, las fábricas que recortaban las jornadas eran en ocasiones abandonadas por sus propios obreros que se marchaban a otras fábricas en las que se trabajaban más horas a cambio de salarios más elevados. En cuanto al trabajo infantil, Hutt señala que el afecto de los padres por sus hijos no era menor entonces que ahora, y que hay que atender al contexto social de aquel período para entender porque las familias enviaban a los niños a las fábricas. El apoyo que las clases pudientes daban a las leyes contra el trabajo infantil "obedecía a una absoluta falta de comprensión de las dificultades que las clases trabajadoras tenían que afrontar. Mientras el desarrollo del sistema industrial no produjo un aumento general de la prosperidad material, estas restricciones sólo pudieron aumentar la miseria".
En sus conclusiones, Hutt constata la presencia de una tendencia a exagerar las desventajas de la Revolución Industrial, y que la legislación sobre la industria no contribuyó de manera significativa a la eleiminación de dichas desventajas: "Algunas condiciones que según criterios modernos se condenan eran entonces comunes a la colectividad en su conjunto, y la legislación no sólo causó otros inconvenientes, no claramente visibles en los complejos cambios de la época, sino que contribuyó también a oscurecer y a obstaculizar remedios más naturales y deseables".